# Johan Reinhold Aspelin
Pour les articles homonymes, voir Reinhold et Aspelin.
Johan Reinhold Aspelin (né le 1er août 1842 à Messukylä, décédé le 29 mai 1915 à Helsinki) est un archéologue finlandais.

## Carrière
Il passe son baccalauréat en 1862.
Il étudie à l'université d'Helsinki, il obtient son doctorat en 1878. 
Johan Aspelin étudie aussi à l'université de Moscou et fait plusieurs voyages d'études dans les régions d'habitation des peuples finno-ougriens de Russie.
Il fait aussi des voyages d'études en Allemagne, en France, en Pologne et dans les pays Baltes.
Il est le premier archéologue finlandais.
En 1870, Johan Aspelin, Kaarle Alfred Castrén et Emil Nervander fondent l'association finlandaise des antiquités.  
De 1875 à 1878, Aspelin est attaché de recherche du musée de l'université d'Helsinki.
De 1878 à 1882, il est généalogiste de la Maison de la noblesse de Finlande.
De 1878 à 1885, professeur suppléant d'archéologie de l'université d'Helsinki.
De 1885 à 1915, il est directeur du Comité archéologique.
De 1870 à 1871, en 1874–1885, il est secrétaire de l'Association finlandaise des antiquités puis son président de 1885 à 1915.
De 1892 à 1907, il est président de l'Association finlandaise de tourisme (fi).

## Publications

### En français
- Johan Aspelin (trad. Gabriel Biaudet), Antiquités du Nord finno-ougrien [« Muinaisjäännöksiä Suomen suvun asumus-aloilta »], G. W. Edlund, 1878
- De la civilisation préhistorique des peuples permiens et de leur commerce avec l'Orient. Notice archéologique (1878)
- Types de peuples de l'ancienne Asie centrale. Souvenir de l'Ienisseï. Dédié à la Société impériale d'archéologie de Moscou (1890)
- La Rosomonorum Gens et le Ruotsi. Étude d'histoire et d'archéologie respectueusement dédiée au Congrès archéologique d'Odessa le 27 (15) août 1884 (1884)
- Types de peuples de l'ancienne Asie centrale : souvenir de l'Ienisseï; dédié à la Société imp. d'archéologie de Moscou. Helsinki 1890

### en finnois
- Kokoilemia muinaistutkinnon alalta. 1, Etelä-Pohjanmaalta (1871)
- Suomalais-ugrilaisen muinaistutkinnon alkeita (1875)
- Muinaisjäännöksiä Suomen suvun asumus-aloilta. (1877–1884) (traduit en français sous le titre de Antiquités du Nord finno-ougrien)
- Suomen asukkaat pakanuuden aikana (1885)
- Opuscula Aspeliniana: kirjoitelmia kulttuurihistoriamme varhaistaipaleelta, 2 volumes (1942)
- Kertomus Maalahden pitäjästä. Suomalaisen Kirjallisuuden Seura, Helsinki 1866
- Korsholman linna ja lääni keskiajalla. Helsinki 1869
- Tavoista ja kielimurteesta Ylivetelin pitäjässä. Suomalaisen Kirjallisuuden Seura, Helsinki 1870
- Kokoilemia muinaistutkinnon alalta. Suomalaisen Kirjallisuuden Seura, Helsinki 1871
- Savonlinna 1475-1875. G. W. Edlund, Helsinki 1875
- Suomalais-ugrilaisen muinaistutkinnon alkeita, väitöskirja. 1875
- Luetteloja muinaisjäännöksistä. Suomalaisen Kirjallisuuden Seura, Helsinki 1877
- Muinaisjäännöksiä Suomen suvun asumusaloilta I-V. G. W. Edlund, Helsinki 1877-1884 (uusi näköispainos Art House, Helsinki 1992)
- Muistoonpanoja taiteilijoista ennen aikaan. Suomen historiallinen seura, Helsinki 1881-1884
- Kaarina Maununtyttären muisto : Kaukovalta Hannun kertoma. Holm, Helsinki 1885
- Suomen asukkaat pakanuuden aikana. Koetteeksi kirjoitti J. R. Aspelin. Helsingissä: Holm, 1885.
- Olavinlinna : kertomus linnan rakennuksista, tehty ennen linnan korjaamista 1872-1877. WSOY 1886
- M. A. Castrén'in muinaistieteellinen perintö. Suomalais-ugrilainen seura, Helsinki 1913-1918
- Opuscula Aspeliniana : kirjoitelmia kulttuurihistoriamme varhaistaipaleelta : J. R. Aspelinin satavuotispäiväksi 1.8.1942. Association finlandaise des antiquités, Helsinki 1942
- Suomen mustalaiset : kirjoitussarja Uudessa Suomettaressa 1894-95 H. A. Reinholmin aineiston pohjalta. Tuohivirsu, Helsinki 1994

### autres langues
- Alt-altaische Kunstdenkmäler : Briefe und Bildermaterial von J. R. Aspelins Reisen in Sibirien und der Mongolei 1887-1889. Finnische Altertumsgesellschaft, Helsinki 1931
- Slottsbacken och Herregårdstornet i Ekenäs. Helsingfors 1892